# 熊澤一衛
熊澤 一衛（くまざわ いちえ） 1877年（明治10年）11月1日－1940年（昭和15年）2月14日は、三重県四日市市出身の大正時代から昭和時代の戦前期の実業家。歌人。伊勢電鉄社長。『校本萬葉集』刊行を支援した伊勢生まれの実業家である。

## 経歴
1877年（明治10年）11月1日に現在の三重県四日市市河原田地区に生まれる。父が熊澤市兵衛、母が熊澤かと子の長男として生まれている。熊澤家は農家で河原田の旧家で地主であり、代々藤堂氏の津藩の御金御用達の役を務めていた。熊澤市兵衛は幕末に庄屋などを務めており、戊辰戦争で『撒隊士』という身分で東征に従っている。明治になって四日市に帰郷したが、明治時代に若くして三重県会議員になり、河原田村の村長などの名誉職となった。
熊澤市兵衛は、農村出身の農民の家柄だが勉学の必要性に気づき学問を重視していた。1909年（明治42年）には河原田尋常高等小学校の建築費を河原田村の村費以外の私費を寄付して小学校を建設した。1920年（大正9年）の皇太子の渡欧記念に自費の15000円で校舎一棟の増築費用を三重郡河原田村に寄付している。
大正時代の皇太子であった裕仁親王の成婚時には、河原田尋常高等小学校の講堂を新築する費用の寄付と、入学志願者が少なくて不振だった三重郡立農学校（その後の三重県立河原田農学校→三重県立四日市農芸高等学校）に対しても、長男の熊澤一衛と協力して三万円と広い敷地を寄付した。『熊沢奨学資金』を新設して、貧困家庭の子供たちの学業の補助をした。 熊澤一衛は旧制津中学校（現在の三重県立津高等学校）を病気のために中退した。病気から回復して日露戦争に看護長として出征して、日本へ帰国後に、1906年（明治39年）に四日市製紙株式会社に就職して四日市製紙芝川工場に勤務した。

## 実業家
1912年（明治45年）には四日市製紙の取締役に就任して、富士製紙との合併に尽力する。1920年（大正9年）には静岡電気株式会社の専務となる一方、昭和6年度の履歴書では、社長、取締役、監査役を兼務する会社が合計37社に及び、電力会社、電鉄会社、製紙会社、製材会社、林業会社、汽船会社、化学会社、工業会社、銀行業、倉庫会社などその他の多くの関連事業に関わり「東海の飛将軍」と称された。1923年（大正12年）に静岡鉄道の専務を兼任する。1925年（大正14年）には四日市銀行の頭取、伊勢電気鉄道社長となり、全線の電化と養老鉄道との合併を実現した。四日市の実業界・経済界の発展に寄与した。1929年（昭和4年）には諏訪公園内に四日市市立図書館を建設して、四日市市に私財を寄付して、四日市市のシンボルと称された。1929年（昭和4年）秋から開始された世界恐慌の影響で日本の昭和恐慌となり、伊勢電鉄の三重県から名古屋市への乗り入れを計画して名古屋駅-桑名駅の鉄道敷設免許を獲得するため関西本線の旧3鉄橋の払い下げを政界に働きかけた汚職事件の五私鉄疑獄事件があり贈賄容疑を受けて1929年（昭和4年）に逮捕された。「伊勢電鉄は三重県の電鉄である」との自負と「自分は三重県人だ」という誇りがあった。伊勢電鉄の独裁者と呼ばれた熊沢一衛から見た鉄道建設理論の考えでは、伊勢神宮がある宇治山田市をめざして東進や南下して路線を建設する大軌道の大阪電気軌道（参急）の三重県進出は、大阪資本の三重県への侵略と理解して、父や祖先の影響で代々伊勢神宮に対する熱烈な崇敬者の熊澤は妨害事件を犯した。これに続いて藍綬褒章受章後にそれに関わった知人の弁護士と繋がっていた賞勲局総裁天岡直嘉から見返りを要求され金銭を支払った売勲事件が発覚、その弁護士から必要だといわれ6000円の小切手を渡し、懲役6か月執行猶予3年の判決を受ける。これにより勲七等及び明治三十七八年従軍記章、大礼記念章（昭和）、藍綬褒章、紺綬褒章を褫奪された。
結果的に四日市銀行の破綻を招いた。事件の責任をとって、寸松庵色紙（秋かせの）・源順像（佐竹本三十六歌仙絵巻）・茶器などの美術品を売り払った。また熊沢殖産や四日市倉庫などの社長をつとめた。熊澤一衛は悲嘆のうちに1940年（昭和15年）2月14日死去。64歳。三重県出身。号は月台。

## 歌人
熊澤一衛の妻まさの父・顕充が佐佐木信綱の父の佐佐木弘綱門下の歌人であったため、一衛夫妻も詠歌の才があった。佐佐木信綱が故郷の石薬師に帰郷する折には度々、河原田村の山荘に招いたり、湯の山温泉旅行の際には同行したり、熊澤一衛自身も多くの歌を詠んだ。

## 茶人
号を月台と名乗る茶人であった。三井財閥系の財界人と親交が深くて大師会にも度々出席していた。